# Eugène Delacroix
Ferdinand Victor Eugène Delacroix, född 26 april 1798 i Paris, död 13 augusti 1863 i Paris, var en fransk målare och illustratör. Delacroix var en framstående intellektuell personlighet som utövade ett starkt inflytande på den franska konsten. Delacroix var en av de främsta företrädarna för det romantiska måleriet och en av de viktigaste inspiratörerna för det sena 1800-talets orientering mot ett friare och expressivt måleri.

## Biografi
Delacroix föddes 1798 i Charenton Saint-Maurice utanför Paris som son till ämbetsmannen och senare borgmästaren Charles Delacroix, som vid tidpunkten för sonens födelse var Frankrikes sändebud till den Bataviska republiken. Modern Victoire Œben var dotter till finsnickaren Jean-Francois Œben och brorsdotter till Jean-Henri Riesener.
Det var biskopen och diplomaten Charles Maurice de Talleyrand som utnämnde fadern till posten i Haag, och efter faderns död 1805 uppstod spekulationer om att Talleyrand var Eugènes verklige far och att han hade skickat Charles Delacroix på uppdrag utomlands för att hålla honom åtskild från hustrun Victoire som Talleyrand uppvaktade. På grund av den ekonomiskt försämrade situation som uppstod efter Charles Delacroix död tvingades familjen några månader senare att flytta till Paris. Uppmuntrad av moderns farbror Jean-Henri Riesener skrevs Delacroix in vid École des Beaux-Arts 1816, två år efter moderns bortgång. Han blev där elev till Pierre-Narcisse Guérin, men fjärmade sig snart från sin läromästares stil och tog istället intryck från Peter Paul Rubens och Paolo Veronese. 1818 blev han närmare bekant med Théodore Géricault och stod modell för denne när han målade Medusas flotte.

## Verksamhet

Friheten på barrikaderna från 1830, Louvren. Delacroix var en ivrig bonapartist och denna målning är en hyllning till Julirevolutionen.

Delacroix utförde dramatiska och ofta litterärt inspirerade eller exotiska motiv, framställda med fria penseldrag och klangfulla färger. Hans genombrott var Dante och Vergilius i underjorden som ställdes ut på Parissalongen 1822. Målningen väckte stor uppmärksamhet och Delacroix fick motta skarpa angrepp från de akademiker som utgick från Jacques-Louis David, medan de yngre hyllade honom som en förnyare av konsten. 1824 följde den 4 meter höga framställningen Blodbadet på Chios (idag på Louvren). Denna tavla blev en fullständig krigsförklaring mot nyklassicismen då den bröt mot alla dess ideal och skärpte konflikten mellan klassikerna och romantikerna. Delacroix var ofta politisk i sin konst och tog ställning i tidens politiska händelser. Med Blodbadet på Chios och Grekland på Missolonghis ruiner (1826) visade han sitt stöd för den grekiska saken i frihetskriget mot Osmanska riket.  
Under denna tid blev John Constable en viktig inspiration för Delacroix. Constables färgfördelningsmetod blev av avgörande betydelse för Delacroix. Constable ställdes ut på salongerna i Frankrike 1822–1824, och 1825 vistades Delacroix i England, där han även kom i kontakt med William Turner och Thomas Lawrence. Han målade under denna tid porträtt med inspiration från Thomas Gainsborough. Detta var en av hans mera produktiva perioder. 1827 befann han sig åter i Frankrike där han deltog på salongens utställningar med ett dussintal bilder. Förutom oljemålningar och akvareller arbetade han som litograf och illustratör. Under denna tid tillkom hans 17 illustrationer till Faust och 13 illustrationer till Hamlet. 
År 1832 företog han en resa till Algeriet och Marocko som deltagare i en fransk diplomatisk mission till sultanen av Marocko. Resan fick stor betydelse både för hans motivval och hans koloristiska utställning, och följdes upp av en rad målningar av det orientaliska folklivet såsom Judiskt bröllop i Marocko, Kvinnor i Alger och Lejonjakt. Trots att hans genombrott i bredare folklager uteblev fick Delacroix 1833–1838 i uppdrag av franska staten att utföra vägg- och takmålningar i tronsalen och deputeradekammarens bibliotek. Delacroix arbetade även i Paris kyrkor; bland annat utförde han fresken Heliodoros utdrivs ur templet i Saint-Sulpice. För det historiska museet i Versailles målade han Ludvig den helige i slaget mot engelsmännen (1838).
På Nationalmuseum i Stockholm är Delacroix representerad med två oljemålningar, Lejonjakt och Erminia hos herdarna, och ett antal teckningar.
Hans dagbok med olika teorier har inspirerat många av impressionismens målare, till exempel Claude Monet och Édouard Manet, och modernismens målare, till exempel Georges Seurat, och senare Paul Klee.
Delacroix ställde årligen ut på Parissalongen; hans målningar mottogs inledningsvis med förskräckelse. Efter några år vände opinionen, och han fick en rad beställningar. Han tilldelades flera ärebetygelser från den franska staten, och 1857 invaldes han i Franska konstakademin.
Hans ateljé i Paris har bevarats som museum.
Bland övriga av Delacroixs närmare 850 målningar märks Korsfararnas intåg i Konstantinopel (1840), Sardanapals död (1827) och Friheten på barrikaderna (1830), alla på Louvren.

## Eftermäle
Eugène Delacroix har fått en krater uppkallad efter sig på Merkurius, Delacroixkratern. Även asteroiden 10310 Delacroix är uppkallad efter honom.